# Stanislav Ehnert
Stanislav Ehnert (17. září 1928 Světice (Bystřany) – 18. srpna 2022) byl český fotbalový obránce, novinář a publicista.
V roce 2006 vydal knihu „Arma do toho! Kronika fotbalového oddílu Spartak Ústí nad Labem z let 1950–1959“. V sobotu 13. prosince 2014 byl jako první člen uveden do nově zavedené síně slávy FK Ústí nad Labem, veřejně do ní vstoupil společně s Františkem Novákem před druholigovým zápasem ústeckých s hosty z Opavy, který se hrál v pátek 6. března 2015 a domácí ho vyhráli 1:0 brankou Alena Melunoviće ze 48. minuty.
V Archivu bezpečnostních složek České republiky byl veden jako kandidát tajné spolupráce (od 27. října 1981) a od 29. září 1983 jako agent Státní bezpečnosti s krycími jmény Standa a Petr.

## Hráčská kariéra
S fotbalem začínal během druhé světové války v pražském klubu SK Hlubočepy. Po válce se vrátil do Bystřan, poté hrál za Hvězdu Trnovany. Od roku 1949 nastupoval za Armaturku/Spartak Ústí nad Labem, později hrál za městského rivala Chemičku.

### Prvoligová bilance
| Ročník          | Zápasy | Góly | Minuty | Klub                      |
| --------------- | ------ | ---- | ------ | ------------------------- |
| I. liga 1952    | –      | 0    | –      | Armaturka Ústí nad Labem  |
| I. liga 1958/59 | 7      | 0    | –      | TJ Spartak Ústí nad Labem |
| CELKEM I. LIGA  | –      | 0    | –      |                           |